# Semenivka, Kahovka
Semenivka (în ucraineană Семенівка) este o comună în raionul Kahovka, regiunea Herson, Ucraina, formată numai din satul de reședință.

## Demografie
Componența lingvistică a comunei Semenivka
     Ucraineană (94,07%)
     Rusă (4,97%)
     Alte limbi (0,88%)
Conform recensământului din 2001, majoritatea populației comunei Semenivka era vorbitoare de ucraineană (94,07%), existând în minoritate și vorbitori de rusă (4,97%).